# Elaeagnus pallidiflora
Elaeagnus pallidiflora är en havtornsväxtart som beskrevs av C. Yung Chang. Elaeagnus pallidiflora ingår i släktet silverbuskar, och familjen havtornsväxter. Inga underarter finns listade i Catalogue of Life.